# Liga Democrática do Povo Finlandês
A Liga Democrático do Povo Finlandês (em finlandês: Suomen Kansan Demokraattinen Liitto, SKDL; em sueco: Demokratiska Förbundet för Finlands Folk, DFFF) foi uma coligação eleitoral da Finlândia.
A Liga foi fundada em 1944, pelo Partido Comunista da Finlândia, como um movimento popular que pretendia a paz e a união de todos os anti-fascistas. A Liga, liderada pelo Partido Comunista da Finlânida, uniu muitos dos partidos à esquerda do Partido Social-Democrata da Finlândia.
Desde das primeiras eleições, pós-2ª Guerra Mundial, até à década de 1980, a Liga foi um quatro principais partidos da Finlândia, tendo uma base eleitoral entre os 17% a 25% dos votos, chegando mesmo a ganhar eleições e, integrando vários governos.
Na década de 1980, a Liga entrou em crise, devido a divisões profundas entre os comunistas ortodoxos e os mais moderados, inspirados pelo eurocomunismo.
Em 1990, a Liga foi extinta e sucedida pela Aliança de Esquerda.

## Resultados eleitorais

### Eleições legislativas
| Data | CI. | Votos   | %            | +/-     | Deputados | +/-     | Status   |
| ---- | --- | ------- | ------------ | ------- | --------- | ------- | -------- |
| 1945 | 2.º | 398 618 | 23,5 / 100,0 |         | 49 / 200  |         | Governo  |
| 1948 | 3.º | 375 538 | 20,0 / 100,0 | 3,5     | 38 / 200  | 11      | Oposição |
| 1951 | 3.º | 391 134 | 21,6 / 100,0 | 1,6     | 43 / 200  | 5       | Oposição |
| 1954 | 3.º | 433 251 | 21,6 / 100,0 | Estável | 43 / 200  | Estável | Oposição |
| 1958 | 1.º | 450 220 | 23,2 / 100,0 | 1,6     | 50 / 200  | 7       | Governo  |
| 1962 | 2.º | 506 829 | 22,0 / 100,0 | 1,2     | 47 / 200  | 3       | Oposição |
| 1966 | 3.º | 502 374 | 21,1 / 100,0 | 0,9     | 41 / 200  | 6       | Governo  |
| 1970 | 4.º | 420 556 | 16,6 / 100,0 | 4,5     | 36 / 200  | 5       | Governo  |
| 1972 | 3.º | 438 757 | 17,0 / 100,0 | 0,4     | 37 / 200  | 1       | Oposição |
| 1975 | 2.º | 519 483 | 18,9 / 100,0 | 1,9     | 40 / 200  | 3       | Governo  |
| 1979 | 3.º | 518 045 | 17,9 / 100,0 | 1,0     | 35 / 200  | 5       | Governo  |
| 1983 | 4.º | 400 930 | 13,5 / 100,0 | 3,4     | 26 / 200  | 9       | Oposição |
| 1987 | 4.º | 270 433 | 9,4 / 100,0  | 4,1     | 16 / 200  | 10      | Oposição |